# José Paulo Bezerra Maciel Junior
José Paulo Bezerra Maciel Júnior (São Paulo, 25 de julho de 1988), mais conhecido como Paulinho, é um ex-futebolista brasileiro que atuava como volante. Atualmente é coordenador técnico do Mirassol.
Paulinho se tornou um grande ídolo do Corinthians ao conquistar quatro títulos: Brasileirão (2011), Conmebol Libertadores (2012), Mundial de Clubes (2012) e Paulistão (2013). O jogador ainda encerrou sua carreira no clube paulista, fazendo sua última partida em 2024. Também teve passagens vitoriosas pelo Osasco Audax, Guangzhou e Barcelona, e atuou por clubes como Bragantino e Tottenham. Ao longo de sua carreira também ganhou vários prêmios individuais como Bola de Prata de Melhor Volante, Prêmio Craque do Brasileirão, Melhor Volante da Copa Libertadores da América e Bola de Bronze da Copa das Confederações FIFA.
A projeção pelo Timão levou Paulinho para a Seleção Brasileira. Com a camisa verde-amarela, disputou duas Copas do Mundo (2014 e 2018) e conquistou a Copa das Confederações (2013).

## Carreira

### Início
Começou sua carreira nas categorias de base do São Paulo, mas logo foi para o Juventus, onde sua carreira começou a engrenar. Com apenas 17 anos, foi para o Vilnius, da Lituânia, em 2006, e em 2007 para o Łódź, da Polônia. Chegou a ser vítima de racismo na Europa por parte dos torcedores dos clubes rivais.
Em 2008, deixou de lado o sonho de jogar em um grande clube europeu para retornar ao Brasil. Paulinho foi contratado pelo modesto Osasco Audax, que na época jogava a quarta divisão do Campeonato Paulista.

### Corinthians

#### 2010
Após ser um dos destaques na Série B de 2009 pelo Bragantino, no ano de 2010 foi contratado pelo Corinthians.

#### 2011
Em 2011 conquistou o Campeonato Brasileiro, além de receber o prêmio individual de melhor volante da competição. Foi cobiçado por grandes clubes europeus como Roma e Internazionale, mas o presidente Andrés Sanchez afirmou que o volante preferiu continuar na equipe para a disputa da Copa Libertadores da América do ano seguinte.

#### 2012
Ajudou o Corinthians a fazer a melhor campanha da primeira fase da Libertadores ao classificar a equipe para as oitavas de final da competição, além de ajudar o time a ser líder do Campeonato Paulista. Em 18 de abril, pela Copa Libertadores da América, Paulinho foi um dos autores de um dos gols na goleada do Corinthians por 6 a 0 diante do Deportivo Táchira, da Venezuela, sendo então a maior goleada da competição. Foi o herói na vitória corintiana de 1 a 0 sobre o Vasco pela segunda partida das quartas de final da Libertadores, com um gol aos 42 minutos do segundo tempo, tornando-se um dos principais jogadores dessa temporada.

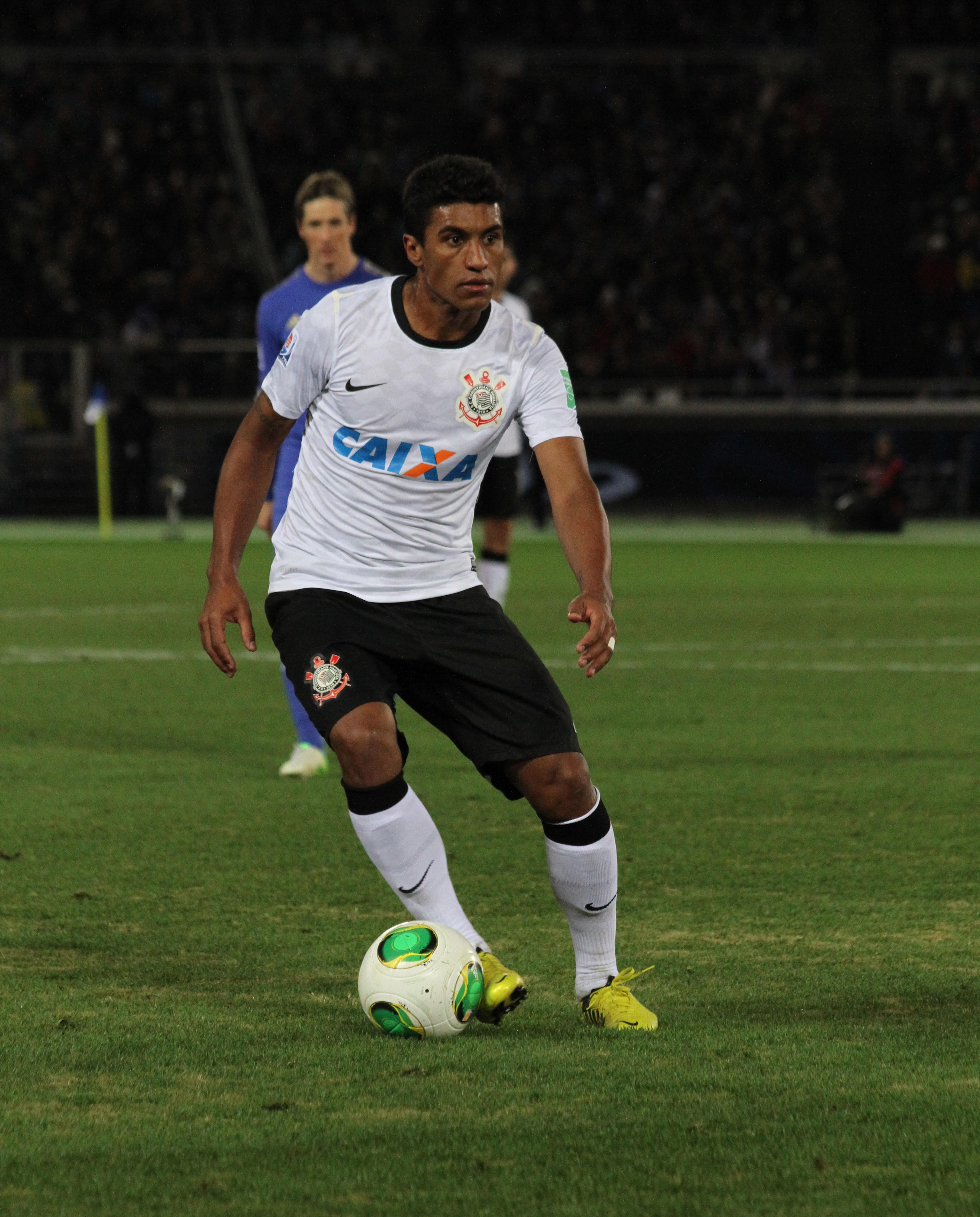
Paulinho atuando pelo Corinthians na final do Mundial de Clubes de 2012.

No dia 13 de junho, Paulinho deu uma bela assistência para o gol de Emerson Sheik na histórica vitória do Timão sobre o Santos, em plena Vila Belmiro, ajudando a equipe do Corinthians a dar um enorme passo rumo à final inédita da competição continental. Em 4 de julho, conquistou com o Corinthians a Copa Libertadores da América, título inédito do Timão. Após a competição, recebeu sondagens da Internazionale, na qual jornais italianos já davam certo a contratação do volante para a equipe italiana, além de rumores que o Arsenal também teria feito uma proposta.
Assim, no dia 13 do mesmo mês, junto com Ralf, Paulinho renovou seu vínculo com o Timão por mais três anos. No dia 10 de novembro, contra o Coritiba, Paulinho marcou dois gols na goleada por 5 a 1 válida pelo Campeonato Brasileiro. Em 16 de dezembro, após a vitória de 1 a 0 contra o Chelsea no Estádio Internacional de Yokohama, no Japão, Paulinho conquistou o maior título de sua carreira: sagrou-se campeão da Copa do Mundo de Clubes da FIFA de 2012.

#### 2013
Paulinho recebeu uma nova proposta da Internazionale no dia 29 de janeiro. A equipe nerazzurri ofereceu cerca de 17 milhões de euros de euros, prontamente recusados pelo Corinthians, que pedia no mínimo 20 milhões. O presidente da equipe italiana, Massimo Moratti, estava disposto a pagar no máximo 18 milhões de euros; com a recusa do clube brasileiro e do próprio jogador, ele permaneceu na equipe paulista até julho de 2013.
| “ | Em alguns momentos temos de pensar um pouco na carreira. Dinheiro eu iria ganhar em qualquer lugar. Enquanto eu achar que devo permanecer no Corinthians, irei. Como fiz no meio do ano passado, fiz agora novamente. | ” |

Em 1 de julho de 2013, se despediu do Corinthians rumo a Inglaterra.

### Tottenham
Após uma grande Copa das Confederações FIFA, Paulinho foi negociado com o Tottenham por aproximadamente 20 milhões de euros. Em agosto de 2013, logo após sua chegada aos Spurs, Paulinho foi considerado, pelo canal BBC, como "uma mistura de Steven Gerrard e Yaya Touré." O volante marcou seu primeiro gol com a camisa do Tottenham numa goleada por 5 a 0 contra o Dinamo Tbilisi, em partida válida pela Liga Europa da UEFA. Enfrentou dificuldade em sua última temporada pela equipe e marcou dois gols em 30 partidas, sendo reserva em 23 delas (em sete nem mesmo saiu do banco).

### Guangzhou
Em 29 de junho de 2015, foi negociado por 14 milhões de euros (49 milhões de reais) com o Guangzhou, da China, comandado por Luiz Felipe Scolari e que contava com outros brasileiros, como o volante Renê Júnior e os atacantes Elkeson, Alan e Ricardo Goulart.

### Barcelona
Após diversas especulações, teve a contratação oficializada pelo Barcelona no dia 14 de agosto de 2017. Sua negociação ao Guangzhou Evergrande foi de 40 milhões de euros. O jogador assinou por quatro temporadas com o clube espanhol. Estreou na segunda rodada da La Liga, entrando nos minutos finais da vitória sobre o Alavés por 2–0. Seu primeiro gol pela equipe catalã ocorreu na partida contra o Getafe, marcando o gol da vitória de virada por 2–1, após receber passe de Lionel Messi. Em sua primeira partida como titular, marcou o segundo gol do Barcelona, após completar escanteio de Denis Suárez, e deu a assistência para Messi fazer o quinto gol do jogo, na vitória por 6–1 sobre o Eibar, no Camp Nou. Em 28 de outubro, marcou o gol que fechou a vitória do Barcelona por 2–0 sobre o Athletic Bilbao.

### Retorno ao Guangzhou
Em 8 de julho de 2018, o Guangzhou anunciou o retorno de Paulinho. Horas depois, o Barcelona confirmou o empréstimo por uma temporada, com opção de compra para o clube chinês. Em 4 de janeiro de 2019, o Guangzhou exerceu a opção de compra por Paulinho, pagando 42 milhões de euros (180 milhões de reais), tornando o jogador a terceira maior venda da história do Barcelona, ficando atrás apenas das vendas do português Luís Figo ao Real Madrid por 60 milhões de euros, e do brasileiro Neymar ao Paris Saint-Germain por 222 milhões de euros.
No dia 19 de junho de 2021, após sequer atuar na temporada por não poder viajar à China, Paulinho rescindiu o contrato com o Guangzhou. Paulinho estava no clube chinês desde 2015, com uma interrupção na temporada 2017–18, quando atuou pelo Barcelona. Ele conquistou quatro títulos da Superliga Chinesa, um da Liga dos Campeões da AFC, um da Copa da China e duas Supercopa pela equipe. Em 2020, o volante fez 12 gols em 20 jogos e foi artilheiro do time na liga nacional.

### Al-Ahli
Em julho de 2021 foi anunciado pelo Al-Ahli, da Arábia Saudita. Dois meses após o acerto, o jogador deixou o clube em comum acordo. Foram 4 partidas disputadas e apenas 2 gols marcados.

### Retorno ao Corinthians

#### 2022
Em 15 de dezembro de 2021, o Corinthians anunciou o retorno do jogador por duas temporadas. Ainda no dia de seu anúncio, o jogador, que fez história com a camisa 8, revelou que usaria a camisa 15, pois a 8 era usada por Renato Augusto. Em 14 de janeiro de 2022, foi oficialmente apresentado. Fez a sua reestreia com a camisa do Corinthians no dia 25 de janeiro de 2022, em um empate por 0-0 contra a Ferroviária, na Neo Química Arena, pelo Campeonato Paulista 2022. Marcou o primeiro, após seu retorno ao clube paulista, no dia 6 de fevereiro de 2022, em uma vitória por 3-2 contra o Ituano, no Novelli Junior, pelo Campeonato Paulista. No dia 1 de maio, durante uma partida contra o Fortaleza pelo Campeonato Brasileiro, sofreu uma grave lesão, rompendo o ligamento cruzado anterior do joelho esquerdo. Paulinho precisou passar por uma cirurgia, e tem sua volta aos gramados prevista apenas para 2023.

#### 2023
Em 29 de janeiro, Paulinho retornou aos gramados depois de quase nove meses, em vitória do Corinthians sobre o São Paulo, por 2-1, no Morumbi pelo Campeonato Paulista 2023. Em 26 de abril, chegou a marca de 200 jogos com a camisa do Corinthians. No dia 5 de junho, Corinthians divulgou que Paulinho passou por exames e avaliações médicas no joelho esquerdo e foi diagnosticado uma lesão no ligamento cruzado anterior. Que segundo Paulinho, ele ouviu um  estalo no joelho, durante o empate do Corinthians com o Argentinos Juniors por 0 a 0 pela Libertadores no dia 24 de maio.

#### 2024
Em 15 de janeiro, teve seu contrato renovado por seis meses, até junho, por causa de sua lesão. Em 27 de março, após quase um ano da lesão no joelho, voltou aos gramados no amistoso contra o Londrina que acabou com vitória para o timão por 3-0. Em abril, o atleta reassumiu a camisa 8 que estava sem dono desde a saída de Renato Augusto. Em 27 de maio, anunciou que não renovaria o contrato e sairá em junho ao término do mesmo, fazendo o jogo de despedida pela Copa Sul-Americana 2024. No pronunciamento de agradecimento disse:
| “ | Por tudo que o Corinthians me transformou em ser um jogador de seleção brasileira e ser um jogador que chegou em clubes europeus. Eu devo uma boa parte da minha vida ao Corinthians. É o clube que eu amo. | ” |

Fez a sua última partida pelo clube paulista e na carreira em 28 de maio, na vitória por 3-0 contra o Racing-URU, na Neo Química Arena, pela Copa Sul-Americana 2024. O atleta entrou nos minutos finais da segunda etapa e, logo após o jogo, foi homenageado pelo elenco em uma roda no centro do gramado onde recebeu os aplausos da torcida e ainda deu uma volta olímpica por toda a arena agradecendo aos torcedores.

### Aposentadoria
Em 8 de setembro de 2024, anunciou oficialmente sua aposentadoria aos 36 anos.

## Seleção Brasileira
No dia 5 de setembro de 2011, recebeu sua primeira convocação para a Seleção Brasileira. Paulinho foi um dos chamados pelo treinador Mano Menezes para o Superclássico das Américas, onde conseguiu conquistar seu primeiro título com a Seleção Canarinho. Após um 2012 irretocável, que culminou nos títulos da Libertadores e do Mundial Interclubes pelo Corinthians, Paulinho afirmou que poderia mudar seu estilo de jogo para conseguir convocações à Seleção Brasileira. O volante afirmou:
| “ | Se tiver que ficar um pouco mais, para o pessoal da frente decidir os jogos, sem problemas. Tenho as chances de fazer gols, mas não vejo problemas de ficar mais preso, sair de vez em quando. | ” |

No dia 2 de junho de 2013, em um amistoso contra a Inglaterra, o Brasil perdia por 2 a 1, quando aos 36 minutos do segundo tempo, o meia Lucas mandou na área e Paulinho pegou forte, de primeira, marcando seu terceiro gol com a camisa da Seleção, ganhando status de salvador e sendo muito elogiado pela torcida.

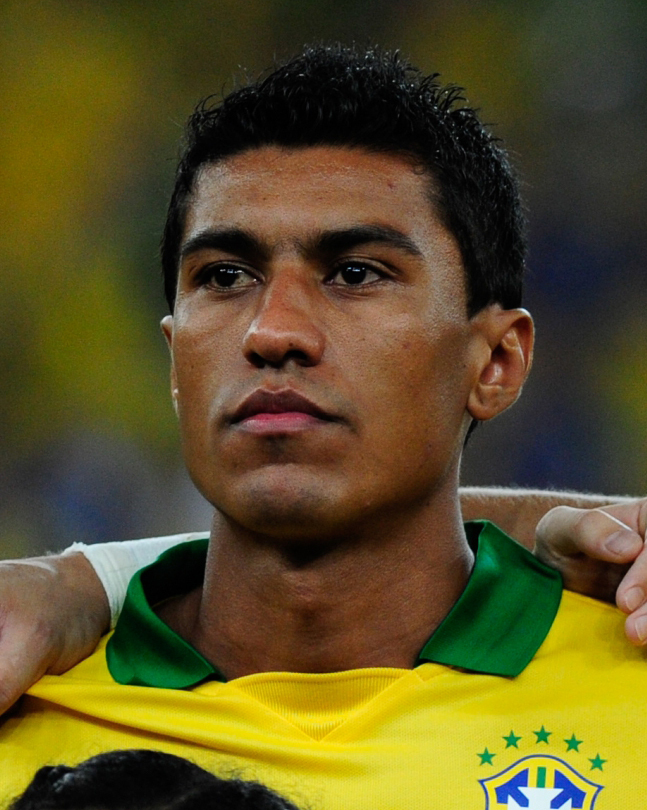
Paulinho na final da Copa das Confederações FIFA de 2013.

### Copa das Confederações 2013
Paulinho viveu boa fase durante a Copa das Confederações FIFA de 2013, sendo um dos principais jogadores do Brasil na campanha do título. Logo na estreia, no Estádio Mané Garrincha, marcou o segundo gol da Seleção na vitória de 3 a 0 sobre o Japão. No dia 26 de junho, no Mineirão, marcou o gol da classificação do Brasil na vitória por 2 a 1 sobre o Uruguai, garantindo vaga para a final da Copa das Confederações.

### Copa do Mundo de 2014
No dia 7 de maio de 2014, esteve na lista dos convocados para a Copa do Mundo FIFA. Contudo, as atuações de Paulinho durante a competição foram muito abaixo das expectativas, sendo visto por muitos torcedores como o pior jogador da Seleção Brasileira durante o torneio - figurando entre várias listas de piores selecionados para o mundial.

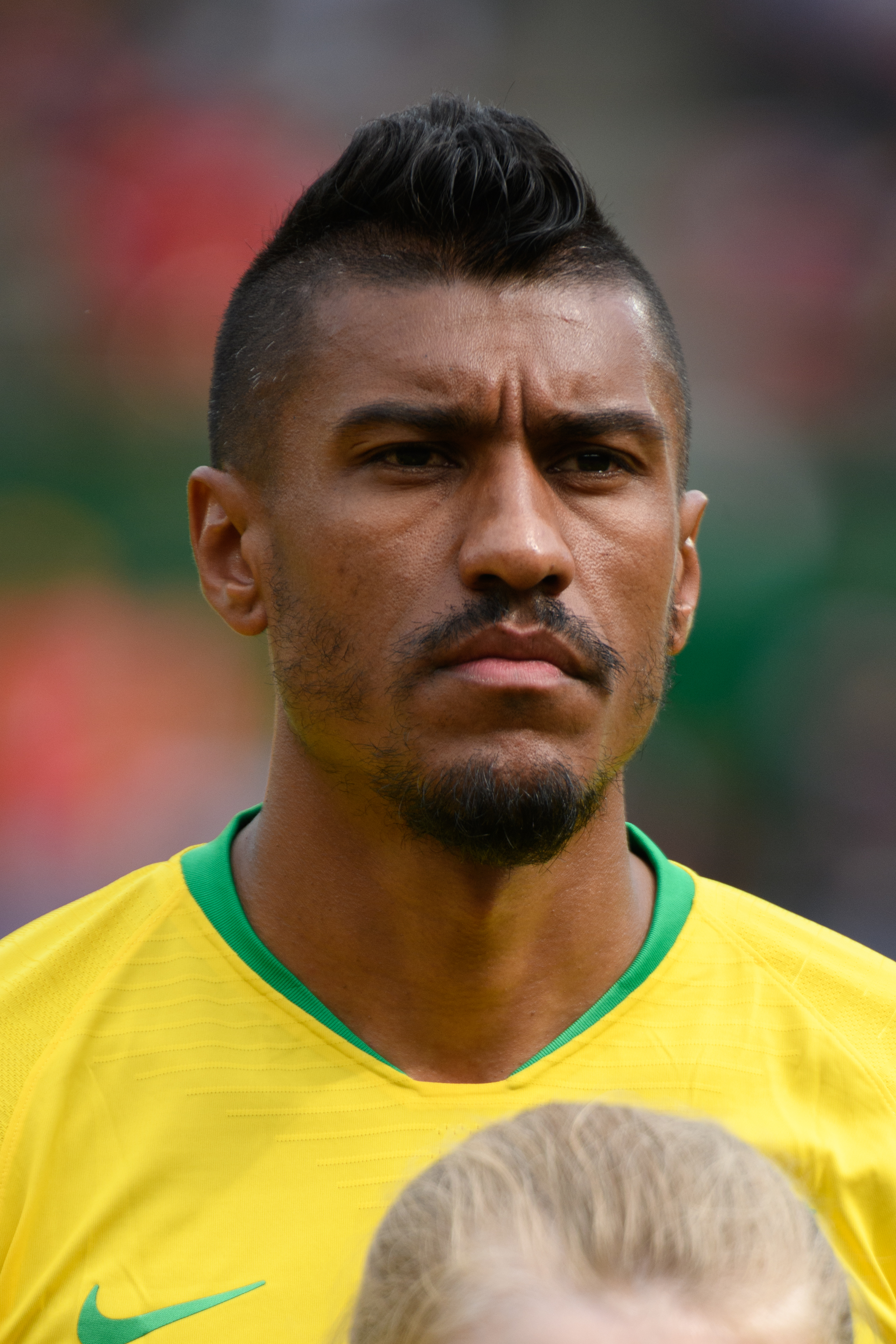
Paulinho em amistoso pela Seleção Brasileira em 2018.

### Eliminatórias da Copa do Mundo de 2018
Com o técnico Tite assumindo a Seleção, Paulinho voltou a ser convocado para a disputa das Eliminatórias da Copa do Mundo FIFA de 2018. Apesar de contestado por jogar na Superliga Chinesa, num futebol teoricamente pouco competitivo, Paulinho correspondeu nas vezes em que esteve em campo. Em novembro de 2016, marcou na vitória por 3 a 0 contra a Argentina. Paulinho voltaria a marcar contra a Seleção Uruguaia novamente em março de 2017, mas, desta vez, fazendo o primeiro hat-trick de sua carreira, marcando o primeiro para empatar a partida após a Seleção estar perdendo de um a zero, o segundo para virar e o terceiro no fim do jogo, decretando a goleada por 4 a 1. No jogo seguinte, na vitória por 3 a 0 sobre o Paraguai, Paulinho foi responsável pelas assistências para os gols de Philippe Coutinho e Marcelo.

### Volante artilheiro
Paulinho é o volante com maior número de gols pela Seleção Brasileira em toda sua história, superando nomes consagrados como Falcão, Alemão e Dunga.

## Estatísticas

### Clubes
Abaixo estão listados todos os jogos, gols e assistências do futebolista por clubes.
| Clube                | Temporada         | Campeonato nacional | Campeonato nacional | Campeonato nacional | Copa nacional[a] | Copa nacional[a] | Copa nacional[a] | Competições continentais[b] | Competições continentais[b] | Competições continentais[b] | Outros torneios[c] | Outros torneios[c] | Outros torneios[c] | Total | Total | Total   |
| Clube                | Temporada         | Jogos               | Gols                | Assist.             | Jogos            | Gols             | Assist.          | Jogos                       | Gols                        | Assist.                     | Jogos              | Gols               | Assist.            | Jogos | Gols  | Assist. |
| -------------------- | ----------------- | ------------------- | ------------------- | ------------------- | ---------------- | ---------------- | ---------------- | --------------------------- | --------------------------- | --------------------------- | ------------------ | ------------------ | ------------------ | ----- | ----- | ------- |
| Vilnius              | 2006              | 17                  | 2                   | 0                   | —                | —                | —                | —                           | —                           | —                           | —                  | —                  | —                  | 17    | 2     | 0       |
| Vilnius              | 2007              | 21                  | 3                   | 0                   | —                | —                | —                | —                           | —                           | —                           | —                  | —                  | —                  | 21    | 3     | 0       |
| Vilnius              | Total             | 38                  | 5                   | 0                   | —                | —                | —                | —                           | —                           | —                           | —                  | —                  | —                  | 38    | 5     | 0       |
| ŁKS Łódź             | 2007–08           | 17                  | 0                   | 0                   | 5                | 1                | 0                | —                           | —                           | —                           | —                  | —                  | —                  | 22    | 1     | 0       |
| ŁKS Łódź             | Total             | 17                  | 0                   | 0                   | 5                | 1                | 0                | —                           | —                           | —                           | —                  | —                  | —                  | 22    | 1     | 0       |
| Osasco Audax         | 2008              | —                   | —                   | —                   | —                | —                | —                | —                           | —                           | —                           | 19                 | 1                  | 0                  | 19    | 1     | 0       |
| Osasco Audax         | 2009              | —                   | —                   | —                   | —                | —                | —                | —                           | —                           | —                           | 20                 | 6                  | 0                  | 20    | 6     | 0       |
| Osasco Audax         | Total             | —                   | —                   | —                   | —                | —                | —                | —                           | —                           | —                           | 39                 | 7                  | 0                  | 39    | 7     | 0       |
| Bragantino           | 2009              | 27                  | 6                   | 0                   | —                | —                | —                | —                           | —                           | —                           | —                  | —                  | —                  | 27    | 6     | 0       |
| Bragantino           | 2010              | —                   | —                   | —                   | —                | —                | —                | —                           | —                           | —                           | 18                 | 8                  | 0                  | 18    | 8     | 0       |
| Bragantino           | Total             | 27                  | 6                   | 0                   | —                | —                | —                | —                           | —                           | —                           | 18                 | 8                  | 0                  | 45    | 14    | 0       |
| Corinthians          | 2010              | 27                  | 4                   | 1                   | —                | —                | —                | 1                           | 0                           | 0                           | 4                  | 0                  | 0                  | 32    | 4     | 1       |
| Corinthians          | 2011              | 35                  | 8                   | 4                   | —                | —                | —                | 1                           | 0                           | 0                           | 20                 | 3                  | 0                  | 56    | 11    | 4       |
| Corinthians          | 2012              | 23                  | 7                   | 7                   | —                | —                | —                | 14                          | 3                           | 3                           | 19                 | 3                  | 0                  | 56    | 13    | 10      |
| Corinthians          | 2013              | 1                   | 1                   | 0                   | —                | —                | —                | 8                           | 2                           | 1                           | 14                 | 3                  | 0                  | 23    | 6     | 1       |
| Corinthians          | 2022              | 3                   | 1                   | 0                   | —                | —                | —                | 3                           | 0                           | 0                           | 14                 | 3                  | 0                  | 20    | 4     | 0       |
| Corinthians          | 2023              | 4                   | 0                   | 0                   | 3                | 0                | 0                | 4                           | 0                           | 0                           | 8                  | 2                  | 0                  | 19    | 2     | 0       |
| Corinthians          | 2024              | 6                   | 0                   | 0                   | 2                | 0                | 0                | 4                           | 0                           | 0                           | 0                  | 0                  | 0                  | 13    | 0     | 0       |
| Corinthians          | Total             | 99                  | 21                  | 12                  | 5                | 0                | 0                | 35                          | 5                           | 4                           | 79                 | 14                 | 0                  | 219   | 40    | 16      |
| Tottenham            | 2013–14           | 30                  | 6                   | 2                   | 2                | 1                | 0                | 5                           | 1                           | 0                           | —                  | —                  | —                  | 37    | 8     | 2       |
| Tottenham            | 2014–15           | 15                  | 0                   | 1                   | 7                | 1                | 2                | 8                           | 1                           | 2                           | —                  | —                  | —                  | 30    | 2     | 5       |
| Tottenham            | Total             | 45                  | 6                   | 3                   | 9                | 2                | 2                | 13                          | 2                           | 2                           | —                  | —                  | —                  | 67    | 10    | 7       |
| Guangzhou Evergrande | 2015              | 13                  | 2                   | 0                   | —                | —                | —                | 6                           | 1                           | 1                           | —                  | —                  | —                  | 19    | 3     | 1       |
| Guangzhou Evergrande | 2016              | 30                  | 8                   | 3                   | 8                | 3                | 1                | 5                           | 0                           | 0                           | 4                  | 2                  | 0                  | 47    | 13    | 4       |
| Guangzhou Evergrande | 2017              | 20                  | 7                   | 4                   | —                | —                | —                | 8                           | 5                           | 1                           | 1                  | 0                  | 0                  | 29    | 12    | 5       |
| Guangzhou Evergrande | 2018              | 19                  | 13                  | 7                   | —                | —                | —                | —                           | —                           | —                           | —                  | —                  | —                  | 19    | 13    | 7       |
| Guangzhou Evergrande | 2019              | 29                  | 19                  | 6                   | 1                | 0                | 0                | 12                          | 3                           | 2                           | —                  | —                  | —                  | 42    | 22    | 8       |
| Guangzhou Evergrande | 2020              | 20                  | 12                  | 4                   | —                | —                | —                | —                           | —                           | —                           | —                  | —                  | —                  | 20    | 12    | 4       |
| Guangzhou Evergrande | Total             | 131                 | 61                  | 24                  | 9                | 3                | 1                | 31                          | 9                           | 4                           | 5                  | 2                  | 0                  | 176   | 75    | 29      |
| Barcelona            | 2017–18           | 34                  | 9                   | 2                   | 6                | 0                | 0                | 9                           | 0                           | 0                           | —                  | —                  | —                  | 49    | 9     | 2       |
| Barcelona            | Total             | 34                  | 9                   | 2                   | 6                | 0                | 0                | 9                           | 0                           | 0                           | —                  | —                  | —                  | 49    | 9     | 2       |
| Al–Ahly Saudi        | 2021              | 4                   | 2                   | 0                   | —                | —                | —                | —                           | —                           | —                           | —                  | —                  | —                  | 4     | 2     | 0       |
| Al–Ahly Saudi        | Total             | 4                   | 2                   | 0                   | —                | —                | —                | —                           | —                           | —                           | —                  | —                  | —                  | 4     | 2     | 0       |
| Total na carreira    | Total na carreira | 395                 | 110                 | 41                  | 34               | 6                | 3                | 88                          | 16                          | 11                          | 141                | 31                 | 0                  | 659   | 163   | 55      |

- a. ^ Jogos da Copa da Polônia, Copa da Liga Inglesa, Copa da Inglaterra, Copa da China e Copa do Brasil
- b. ^ Jogos da Copa Libertadores, Liga Europa e Liga dos Campeões da AFC
- c. ^ Jogos do Campeonato Paulista, Mundial de Clubes e Supercopa da China

### Seleção Brasileira
Abaixo estão listados todos os jogos, gols e assistências do futebolista pela Seleção Brasileira.
Seleção Principal
| Ano               | Copa do Mundo | Copa do Mundo | Copa do Mundo | Copa das Confederações | Copa das Confederações | Copa das Confederações | Qualificação Mundial | Qualificação Mundial | Qualificação Mundial | Amistosos | Amistosos | Amistosos | Total | Total | Total   |
| Ano               | Jogos         | Gols          | Assist.       | Jogos                  | Gols                   | Assist.                | Jogos                | Gols                 | Assist.              | Jogos     | Gols      | Assist.   | Jogos | Gols  | Assist. |
| ----------------- | ------------- | ------------- | ------------- | ---------------------- | ---------------------- | ---------------------- | -------------------- | -------------------- | -------------------- | --------- | --------- | --------- | ----- | ----- | ------- |
| 2011              | —             | —             | —             | —                      | —                      | —                      | —                    | —                    | —                    | 1         | 0         | 0         | 1     | 0     | 0       |
| 2012              | —             | —             | —             | —                      | —                      | —                      | —                    | —                    | —                    | 7         | 2         | 1         | 7     | 2     | 1       |
| 2013              | —             | —             | —             | 4                      | 2                      | 0                      | —                    | —                    | —                    | 12        | 1         | 4         | 16    | 3     | 4       |
| 2014              | 6             | 0             | 0             | —                      | —                      | —                      | —                    | —                    | —                    | 2         | 0         | 1         | 8     | 0     | 1       |
| 2016              | —             | —             | —             | —                      | —                      | —                      | 5                    | 1                    | 0                    | —         | —         | —         | 5     | 1     | 0       |
| 2017              | —             | —             | —             | —                      | —                      | —                      | 6                    | 5                    | 2                    | 3         | 0         | 1         | 9     | 5     | 3       |
| 2018              | 5             | 1             | 0             | —                      | —                      | —                      | —                    | —                    | —                    | 5         | 1         | 1         | 10    | 2     | 1       |
| 2024              | 0             | 0             | 0             | 0                      | 0                      | 0                      | 0                    | 0                    | 0                    | 1         | 4         | 0         | 1     | 4     | 0       |
| Total na carreira | 11            | 1             | 0             | 4                      | 2                      | 0                      | 11                   | 6                    | 2                    | 30        | 4         | 8         | 57    | 17    | 10      |

## Títulos
Osasco Audax
- Campeonato Paulista - Série B: 2008

Corinthians
- Campeonato Brasileiro: 2011
- Copa Libertadores da América: 2012
- Copa do Mundo de Clubes da FIFA: 2012
- Campeonato Paulista: 2013

Guangzhou
- Superliga Chinesa: 2015, 2016, 2017 e 2019
- Liga dos Campeões da AFC: 2015
- Supercopa da China: 2015 e 2016
- Copa da China: 2016

Barcelona
- La Liga: 2017–18
- Copa do Rei: 2017–18

Seleção Brasileira
- Superclássico das Américas: 2011 e 2012
- Copa das Confederações FIFA: 2013

### Prêmios individuais
- Bola de Prata - Melhor Volante: 2011 e 2012
- Troféu Mesa Redonda: 2011 e 2012
- Seleção do Campeonato Paulista: 2012 e 2013
- Prêmio Craque do Brasileirão: 2011 e 2013
- Melhor Volante da Copa Libertadores da América: 2012
- Seleção da Copa Libertadores da América: 2012
- 100º melhor jogador do ano de 2012 (The Guardian)[64]
- Seleção da Copa das Confederações FIFA: 2013
- Bola de Bronze da Copa das Confederações FIFA: 2013
- Seleção da Superliga Chinesa: 2016
- Seleção da Liga dos Campeões da AFC: 2017
- Man of the Match - Melhor Jogador da Partida da Copa do Mundo FIFA de 2018: Sérvia 0–2 Brasil